# Minecraft: Lo scontro
Minecraft: Lo scontro (Minecraft: The Crash) è un romanzo di Minecraft scritto da Tracey Baptiste e pubblicato da Del Rey Books il 10 luglio 2018. L'edizione italiana è stata pubblicata da Arnoldo Mondadori Editore il 28 agosto 2018.

## Trama
Un giorno una ragazza di nome Bianca e il suo migliore amico Lonnie stanno andando ad una festa, un homecoming scolastico. I due sono dei videogiocatori accaniti, soprattutto di Minecraft. Nel mentre Lonnie, mentre sta guidando, guarda in contemporanea un mondo di Minecraft che lui e Bianca stanno costruendo; quest'ultima distrae l'amico, provocando un incidente: la ragazza si risveglia in ospedale in condizioni gravissime senza saper dove si trovi Lonnie; decidendo così di "entrare" in una speciale versione di Minecraft peculiare dell'ospedale dove ella è ricoverata. Qui Bianca cercherà di ritrovare il suo amico, per riuscire a salvarlo e, successivamente, reincontrarsi nella realtà: nel mondo virtuale di Minecraft incontra altri giocatori che, come lei, sono ricoverati al suo stesso ospedale. I mostri sembrano però generati dalle paure che i giocatori provano durante le partite.